# ウン・テンフォン
ウン・テンフォン（英語: Ng Teng Fong、中国語: 黃廷方、1928年 – 2010年2月2日）は、シンガポールの不動産実業家。日本語ではンー・テンフォンとも表記される。

## 経歴
中華人民共和国の福建省で11人兄弟の長男として生まれ、彼が6歳のときに家族全員でシンガポールへと移住した。彼の起業した不動産会社『ファーイースト・オーガニゼーション』は400億ドルにも上る資産を保持する大企業でありシンガポール国内の民間住宅市場の4分の1を以上を所有しているほか、傘下に信和集団、ヨー・ヒャップセンなどの企業がある。彼はシンガポール国内の長者番付で1位になっており、その資産は80億ドルに登るといわれている。
2010年2月2日、82歳で死去。